# V Amphibious Corps
Cette unité s'occupe aussi bien d'administration générale, ravitaillement, formation, équipement, planification opérationnelle que de coordination sur le terrain.

## Désignation
L'unité a changé de nom à de multiples reprises :
- I Corps (Provisional), U.S. Atlantic Fleet le 13 janvier 1941.
- Task Force 18, U.S. Atlantic Fleet en 1941.
- 1st Joint Training Force, U.S. Atlantic Fleet en 1941.
- Atlantic Amphibious Force en 1941.
- Amphibious Force, Atlantic Fleet en 1941.
- Amphibious Corps, Atlantic Fleet (ACAF) en 1941.
- Amphibious Corps, Pacific Fleet (ACPF) en août 1942.
- V Amphibious Corps le 25 août 1943. Renommée ainsi car liée à la Cinquième flotte des États-Unis.

## Histoire
L'unité trouve son origine dans une unité conjointe Marine-Army spécialisée dans les débarquements créée sur la côte Atlantique. Elle comprend alors les 1re division des Marines, 1re division d'infanterie (US Army) et 9e division d'infanterie (US Army).
Courant 1942, les Marines se voient spécialisés dans le seul théâtre du Pacifique donc l'unité est transférée en août 1942 sur la côte ouest chapeautant alors les 2e division des Marines, 3e division des Marines et 7re division d'infanterie (US Army).
Holland Smith, son commandant pionnier des débarquements modernes, est écarté du commandement au combat par promotion pour avoir relevé le général de la 27e division d'infanterie (US Army) à la bataille de Saipan.
L'unité est désactivée en 1946.

### Commandants
Même s'il s'agit d'une unité conjointe Marines-Army, les Marines en assureront toujours le commandement.
- Holland Smith 13 janvier 1941 – 11 juillet 1944.
- Harry Schmidt 12 juillet 1944 - 15 février 1946.

### Unités subordonnées au combat
Le corps ayant une vocation de planification et de coordination, les unités placées sous ses ordres ont varié :
L'United States Marine Corps Amphibious Reconnaissance Battalion lui était généralement attaché.
- Bataille de Tarawa : 2e division des Marines, 27e division d'infanterie (US Army).
- Bataille de Makin : 2e division des Marines, 27e division d'infanterie (US Army).
- Bataille de Kwajalein :4e division des Marines, 7e division d'infanterie (US Army), 22nd Marine Regiment, 106th Infantry Regiment (US Army) de la 27e division d'infanterie (US Army), 111th Infantry Regiment (US Army).
- Bataille d'Eniwetok : 22nd Marine Regiment, 106th Infantry Regiment de la 27e division d'infanterie (US Army).
- Bataille de Saipan : 2e division des Marines, 4e division des Marines, 27e division d'infanterie (US Army).
- Bataille de Tinian : 2e division des Marines, 4e division des Marines.
- Bataille d'Iwo Jima : 3e division des Marines, 4e division des Marines, 5e division des Marines.